# Кано Джигоро
Кано Джигоро (на японски: 嘉納 治五郎) e японски спортен деец, създател на джудо – първото японско бойно изкуство, спечелило широко международно признание и първото, станало официален олимпийски спорт.
Педагогическите нововъведения, приписвани на Кано Джигоро, включват използване на бели и черни колани и въвеждане на степените дан, за да се покаже относителното старшинство сред практикуващите даден боен спорт. На Кано се приписват също някои известни девизи като: „Максимум ефективност с минимално усилие“ и „Споделено благоденствие и изгода“.

## Биография
Роден е на 28 октомври 1860 година в Микаге, в района на Кобе. През 1871 година семейството на Джигоро се премества в Токио.
Като дете Джигоро е слабичко и болнаво дете. Въпреки съвета на лекарите Кано решава да направи нещо, за да подобри здравето си и в същото време да се научи да се защитава.[необходимо е уточнение]
На 18 години започва да се обучава в Тенджин Шин'йо-рю джиуджицу школата на Фукуда Хачиносуке. Тенджин Шин'йо-рю е меко военно изкуство[необходимо е уточнение], което набляга повече на хармонията, отколкото на борбата, но в същото време включва и поразяващи техники и техники на хвърляне.
През 1882 година създава кодокан джудо.